# Dänischer Fußballpokal 1956/57
Der Dänische Fußballpokal 1956/57 war die dritte Austragung des dänischen Pokalwettbewerbs der Männer. Er wurde vom dänischen Fußballverband ausgetragen. Das Finale fand am 28. April 1957 im Københavns Idrætspark von Kopenhagen statt. Pokalsieger wurde Aarhus GF, der sich im Finale gegen Esbjerg fB durchsetzte.
Alle Begegnungen wurden in einem Spiel ausgetragen. Bei unentschiedenem Ausgang wurde zur Ermittlung des Siegers eine Verlängerung gespielt. Stand danach kein Sieger fest, folgte ein Elfmeterschießen. Ab dem Halbfinale wurde bei einem Remis das Spiel wiederholt.

## 1. Runde
Es nahmen 54 Mannschaften unterhalb der ersten drei Klassen teil.
|                    | Ergebnis  |                        |
| ------------------ | --------- | ---------------------- |
| Bagenkop IF        | 4:2       | Haarby BK              |
| Borup FF           | 5:1       | Skelund IF             |
| Brønderslev IF     | 3:4       | Vejgaard BSK           |
| BK Dalgas          | 7:3       | Rødby fB               |
| Esbjerg B 1929     | 6:2       | Bogense G&IF           |
| BK Frem Sakskøbing | 5:3       | Holbæk B&I             |
| Glamsbjerg IF      | 2:3       | Odense KFUM            |
| Grenaa IF          | 0:2       | Nibe BK                |
| Handelsstandes BK  | 2:0       | Rønne IK               |
| Holte IF           | 10:40     | Præstø IF              |
| Humlebæk BK        | 3:1       | BK Hekla               |
| Husum BK           | 5:3       | Tølløse BK             |
| Hvidovre IF        | 3:2       | Frederikssund IK       |
| Kastrup BK         | 3:2 n. V. | Frederiksberg BK       |
| Kolding IF         | 1:0       | Nyborg G&IF            |
| Kølkær G&IF        | 02:14     | Nørre Aaby IK          |
| Nørresundby BK     | 1:2       | Herning Fremad         |
| Nykøbing Mors IF   | 3:4       | Silkeborg IF           |
| Roskilde BK        | 9:3       | Tuse Næs BK            |
| BK Rødovre         | 5:1       | Brøndbyvester IF       |
| Skive IK           | 2:3       | Vorup Frederiksberg BK |
| Store Heddinge BK  | 2:5       | Østerbros Boldklub     |
| Sundby BK          | 1:2       | Korsør BK              |
| Svendborg BK       | 2:3       | Varde BK               |
| BK Velo            | 3:5       | Frederiksborg IF       |
| Viborg FF          | 4:0       | Skagen IK              |
| Aabenraa BK        | 4:3 n. V. | Fredericia KFUM        |

## 2. Runde
Teilnehmer waren die 27 Sieger der ersten Runde und 5 Mannschaften mit Freilos in der ersten Runde: B 1908 Amager, IK Viking Rønne, B 1921 Nykøbing, Vejen SF und IF Skjold Birkerød.
|                    | Ergebnis  |                        |
| ------------------ | --------- | ---------------------- |
| B 1908 Amager      | 1:0 n. V. | Handelsstandes BK      |
| Bagenkop IF        | 3:4       | IK Viking Rønne        |
| Borup FF           | 1:4       | Østerbros Boldklub     |
| Esbjerg B 1929     | 4:1       | Vejgaard BSK           |
| BK Frem Sakskøbing | 2:1       | Husum BK               |
| Herning Fremad     | 1:2       | Viborg FF              |
| Holte IF           | 1:3       | B 1921 Nykøbing        |
| Kastrup BK         | 1:4       | Nørre Aaby IK          |
| Korsør BK          | 5:0       | Aabenraa BK            |
| Nibe BK            | 4:2       | Kolding IF             |
| Odense KFUM        | 4:2       | Vejen SF               |
| Roskilde BK        | 1:3       | Vorup Frederiksberg BK |
| BK Rødovre         | 3:4       | BK Dalgas              |
| Silkeborg IF       | 3:4       | Frederiksborg IF       |
| IF Skjold Birkerød | 3:2       | Hvidovre IF            |
| Varde BK           | 5:9       | Humlebæk BK            |

## 3. Runde
Teilnehmer: Die 16 Sieger der zweiten Runde, Siebter bis Zehnter der 2. Division 1955/56, Erster bis Zehnter der 3. Division 1955/56, sowie die beiden Aufsteiger in die 3. Division.
|                        | Ergebnis  |                    |
| ---------------------- | --------- | ------------------ |
| B 1901 Nykøbing        | 6:3       | Frederiksborg IF   |
| Brande IF              | 2:4       | B 1921 Nykøbing    |
| Frederikshavn fI       | 2:5 n. V. | Helsingør IF       |
| BK Frem Sakskøbing     | 2:4       | Østerbros Boldklub |
| Fremad Amager          | 5:3       | Esbjerg B 1929     |
| Hellerup IK            | 3:1       | Odense KFUM        |
| KFUM Kopenhagen        | 2:3 n. V. | Viborg FF          |
| Korsør BK              | 3:1       | B 1908 Amager      |
| Lendemark BK           | 00:11     | Ikast FS           |
| Nibe BK                | 4:6       | Brønshøj BK        |
| Næstved IF             | 7:2       | BK Dalgas          |
| Otterup B&IK           | 1:3       | IF Skjold Birkerød |
| Randers SK Freja       | 4:0       | Nørre Aaby IK      |
| IK Viking Rønne        | 1:0       | Aalborg BK         |
| Vorup Frederiksberg BK | 3:1       | Humlebæk BK        |
| IK Aalborg Chang       | 5:2       | Nakskov BK         |

## 4. Runde
Teilnehmer: Die 16 Sieger der dritten Runde, Erster bis Zehnter der 1. Division 1955/56 und Erster bis Sechster der 2. Division 1955/56.
|                      | Ergebnis              |                        |
| -------------------- | --------------------- | ---------------------- |
| AB Gladsaxe          | 3:2                   | Skovshoved IF          |
| Aarhus GF            | 6:0                   | IF Skjold Birkerød     |
| IF AIA-Tranbjerg     | 2:2 n. V. (4:3 i. E.) | Næstved IF             |
| B 1901 Nykøbing      | 1:3                   | Fremad Amager          |
| B 1903 Kopenhagen    | 3:1                   | Østerbros Boldklub     |
| B 1909 Odense        | 0:0 n. V. (3:2 i. E.) | B.93 Kopenhagen        |
| B 1913 Odense        | 4:2                   | B 1921 Nykøbing        |
| Brønshøj BK          | 3:2                   | Odense BK              |
| Esbjerg fB           | 3:2                   | Viborg FF              |
| BK Frem Kopenhagen   | 3:0                   | Randers SK Freja       |
| Ikast FS             | 1:5                   | Horsens fS             |
| Kjøbenhavns Boldklub | 2:1                   | Hellerup IK            |
| Korsør BK            | 0:1                   | Vanløse IF             |
| Køge BK              | 3:2                   | Vorup Frederiksberg BK |
| Vejle BK             | 4:1                   | Helsingør IF           |
| IK Viking Rønne      | 2:8                   | IK Aalborg Chang       |

## Achtelfinale
|                    | Ergebnis              |                      |
| ------------------ | --------------------- | -------------------- |
| B 1913 Odense      | 3:6                   | B 1909 Odense        |
| Esbjerg fB         | 0:0 n. V. (6:5 i. E.) | Kjøbenhavns Boldklub |
| BK Frem Kopenhagen | 6:5                   | IK Aalborg Chang     |
| Fremad Amager      | 1:5                   | Aarhus GF            |
| Brønshøj BK        | 1:0                   | Køge BK              |
| B 1903 Kopenhagen  | 2:1 n. V.             | IF AIA-Tranbjerg     |
| Vejle BK           | 5:1                   | AB Gladsaxe          |
| Vanløse IF         | 2:3                   | Horsens fS           |

## Viertelfinale
|                    | Ergebnis |               |
| ------------------ | -------- | ------------- |
| B 1903 Kopenhagen  | 2:3      | Esbjerg fB    |
| BK Frem Kopenhagen | 2:0      | Brønshøj BK   |
| Horsens fS         | 3:2      | B 1909 Odense |
| Vejle BK           | 1:2      | Aarhus GF     |

## Halbfinale
|            | Ergebnis |                    |
| ---------- | -------- | ------------------ |
| Aarhus GF  | 4:1      | BK Frem Kopenhagen |
| Horsens fS | 1:3      | Esbjerg fB         |

## Finale
| Paarung        | Aarhus GF – Esbjerg fB |
| Ergebnis       | 2:0 (0:0) |
| Datum          | 28. April 1957 |
| Stadion        | Københavns Idrætspark, Kopenhagen |
| Zuschauer      | 25.800 |
| Schiedsrichter | Leo Helge |
| Tore           | 1:0 Erik Jensen (82.) 2:0 John Jensen (85.) |
| Aarhus GF      | Henry From – Erik Christensen, Bjarke Gundlev, John Amdisen – Hans Christian Nielsen, Jørgen Olesen – Kaj Christensen, John Jensen, Erik Jensen, Aage Rou Jensen, Peder Kjær. Cheftrainer: Peder Vesterbak             |
| Esbjerg fB     | Søren Wolstrup – John Madsen, Erik Mathiesen, Georg Buhl – Ove Hansen, Erik Terkelsen – Jens Peder Hansen, Carl Emil Christiansen, Holger Nielsen, Egon Jensen, Gregor Nielsen. Cheftrainer: Lajos Szendrődi ( Ungarn) |